# 구개편도
구개편도(口蓋扁桃, palatine tonsil, tonsils, faucial tonsils)는 목구멍 뒤의 좌우면에 위치한 편도이며 살색의 핑크빛이 도는 응어리로 볼 수 있다. 편도는 삼출액증과 심각한 종기과 함께 염증 반응을 일으키거나 감염이 된 경우 흰 응어리로만 나타난다.
편도염은 편도의 염증이며 반드시는 아니지만 인두염과 발열을 일으킬 수 있다. 만성의 경우 편도선 수술이 필요할 수 있다.